# Ida A. Bengtson

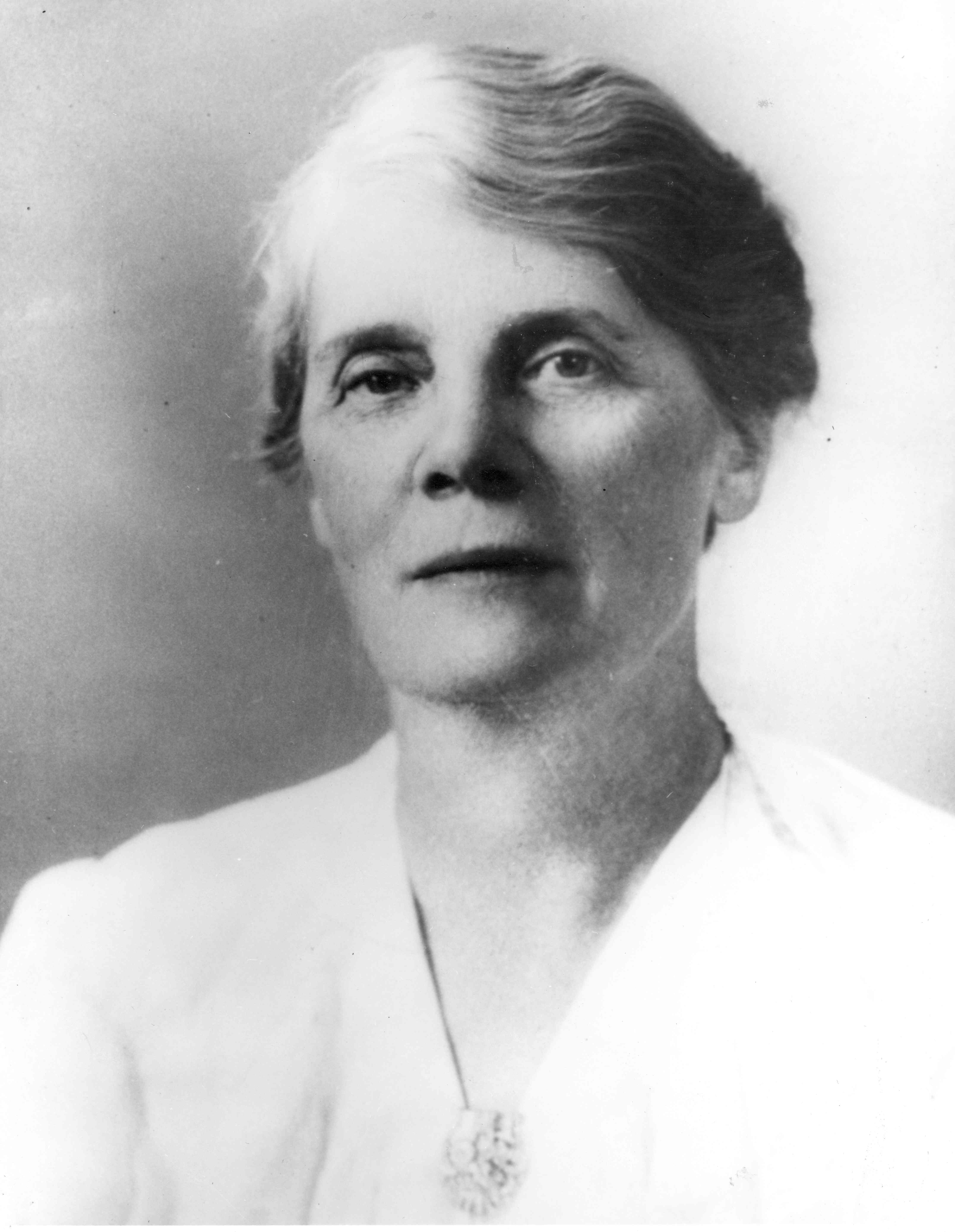
Ida A. Bengtson, 1948

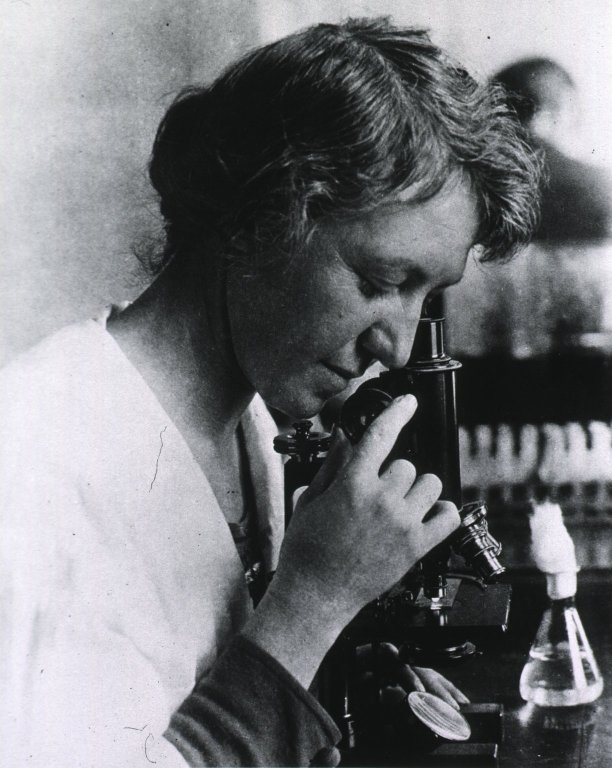
Ida Bengtson schaut durch ein Mikroskop

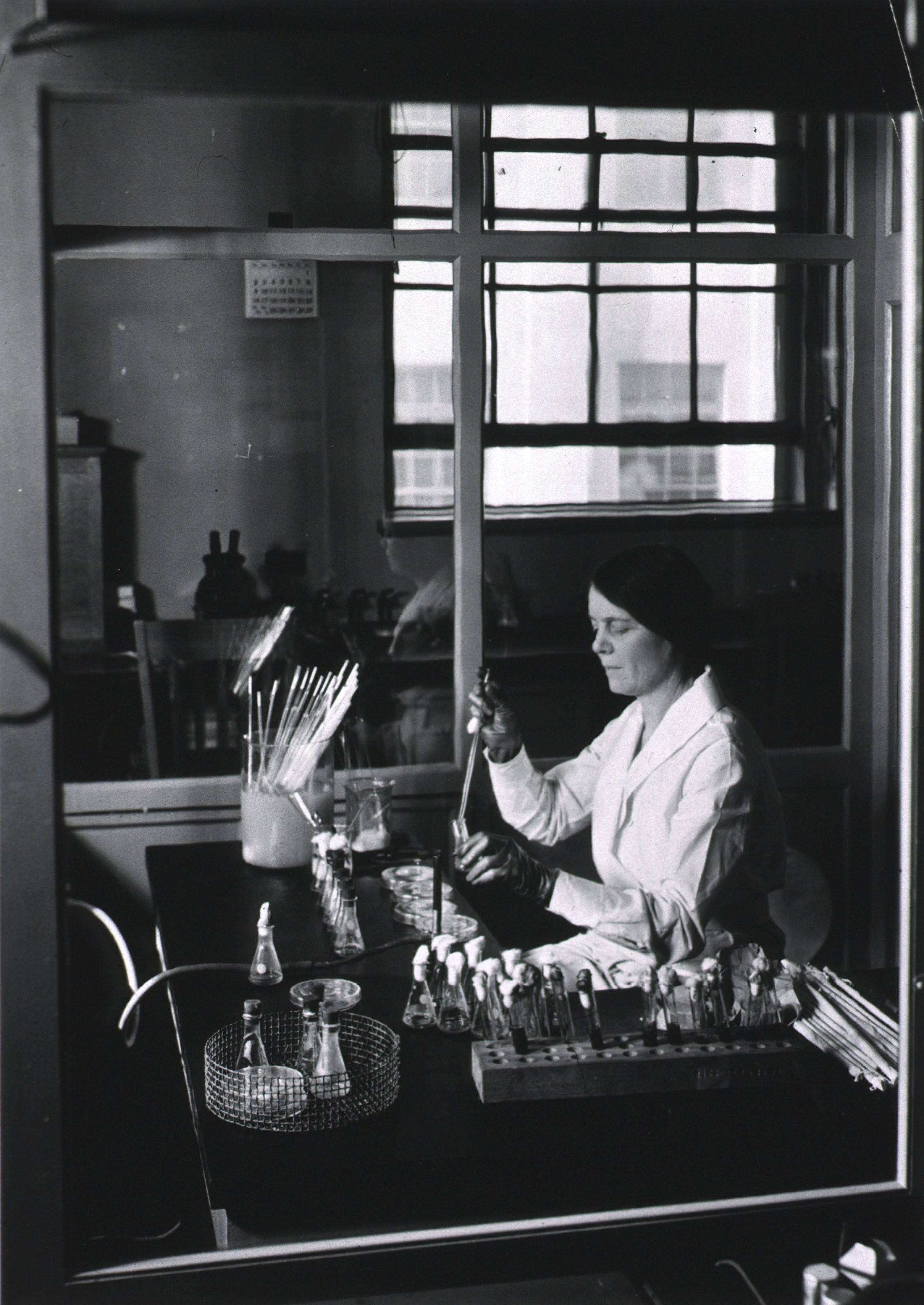
Ida Bengston im Labor

Ida Albertina Bengtson (* 17. Januar 1881 in Harvard, Nebraska; † 6. September 1952) war eine US-amerikanische Mathematikerin und Bakteriologin. Sie war die erste weibliche Doktorandin im Hygienic Laboratory des Public Health Service.

## Leben und Werk
Bengtson war die Tochter schwedischer Einwanderer nach Harvard, Nebraska. Sie studierte Mathematik und Sprachen an der University of Nebraska-Lincoln und schloss ihr Studium 1903 ihr mit einem Bachelor-Abschluss ab. Sie arbeitete danach als Katalogisiererin für das United States Geological Survey in Washington, D.C. . Sie erwarb 1913 den Master of Science und promovierte 1919 in Bakteriologie an der University of Chicago. Gleichzeitig forschte sie ab 1916 als stellvertretende Bakteriologin und als erste Frau im U.S.PHS Hygienic Laboratory (heute National Institutes of Health).

### Forschung
Sie stellte fest, dass der Tetanus-Ausbruch von 1917 in den USA auf eine Charge kontaminierter Impfstoff-Vertikutierer zurückzuführen war. Danach befasste sie sich mit der weiteren Erforschung der Infektionskrankheiten, die sich in verschiedenen Gemeinden in den Vereinigten Staaten zeigen. Diese Forschung umfasste die Herstellung eines Typhus-Impfstoffs und die Entwicklung des Komplement-Fixierungstest. Dieser Test führte zu revolutionären Erkenntnissen hinsichtlich der Erkennung der Differenzierung von Krankheiten wie Rocky Mountain-Fleckfieber und Q-Fieber.

### Clostridium botulinum
Sie etablierte sich als eine der führenden Bakteriologen des Landes, was durch die Tatsache belegt wurde, dass die USPHS sie dorthin brachte, wo ihr Fachwissen am dringendsten benötigt wurde. Zum Beispiel leitete sie 1921 in Arizona ein Team von über 400 Biologen, um verstümmelten Soldaten des Ersten Weltkriegs zu helfen. Sie arbeitete auch an toxischen anaeroben Bakterien wie Clostridium botulinum, wahrscheinlich in Verbindung mit ihrer Arbeit mit Soldaten und deren Wunden.  Clostridium botulinum verursacht bei Hühnern eine paralytische Krankheit. Dieser Organismus wurde erstmals 1895 von Emile van Ermengem an hausgemachtem Schinken erkannt und isoliert, der an einem Botulismus-Ausbruch beteiligt war. Das Isolat wurde ursprünglich Bacillus botulinus genannt, nach dem lateinischen Wort für Wurst, Botulus. Wurstvergiftung war auch in Deutschland  im 18. und 19. Jahrhundert ein häufiges Problem  und wurde höchstwahrscheinlich durch Botulismus verursacht. Isolate aus nachfolgenden Ausbrüchen erwiesen sich jedoch immer als anaerobe Sporenbildner, weshalb Bengtson die Platzierung des Organismus in der Gattung Clostridium vorschlug.

### Trachom-Forschung
1897 wurde das Trachom von den Vereinigten Staaten als gefährliche ansteckende Krankheit eingestuft und ist nach wie vor die weltweit häufigste Ursache für vermeidbare Blindheit. Die Trachom-Pandemie war besonders in den Regionen Alabama, Missouri, Tennessee und Oklahoma verbreitet. Infizierte Menschen, die versuchten, legal in die USA einzureisen, wurden vom US Public Health Service (USPHS) nach Europa zurückgeschickt, um eine Ausbreitung der Krankheit zu vermeiden. Die persönlichen und finanziellen Kosten vermeidbarer Blindheit machten es für die öffentliche Gesundheit dringend erforderlich, die Ursache des Trachoms zu finden und es zu behandeln.  Man wusste nicht, was die Infektion verursachte, wie man die Ausbreitung stoppen oder wie man sie behandeln konnte, bevor man teilweise oder vollständig blind wurde. In den frühen 1920er Jahren erhielt das Gesundheitsministerium des Staates Missouri großzügige Mittel vom Gesetzgeber des Staates Missouri, um Trachominfektionen zu untersuchen und letztendlich zu verhindern und Land für ein neues Krankenhausgebäude in der Stadt Rolla (Missouri) zu erwerben. 1924 schickte die USPHS Bengtsons nach Rolla, wo sie im Biologielabor der Missouri School of Mines im Keller forschte. Das Krankenhaus in Rolla war ein kleines Haus, das schlecht ausgestattet war, um die wachsende Zahl von Menschen zu behandeln, die an dieser bakteriellen Augeninfektion litten. Nachdem Bengtson 1931 Rolla verlassen hatte, wurde 1939 ein neues Trachomkrankenhaus gebaut. Während ihrer Zeit in Rolla arbeitete Bengtson mit Tieren und über 1500 menschlichen Patienten, um die Bakterien zu isolieren, die die schwächende Krankheit verursachen und verlangsamte das Fortschreiten der Krankheit bei über 1000 Menschen. Sie und ihr Team halfen auch der lokalen Bevölkerung, die Krankheit vollständig zu verhindern, indem sie bessere Gesundheits- und Hygienegewohnheiten beim Hände- und Gesichtswaschen förderten.
1931 verließ Bengtson Rolla und kam zusammen mit zwei Krankenschwestern und sechs Affen nach Bainbridge (Georgia), um dort eine neue Trachomklinik einzurichten. Es ist unklar, warum oder wann Bengtson aufgehört hat, an Trachomen zu arbeiten.
Bis 1939 und zu der Zeit, als eine wirksame Behandlung mit Sulfonamiden entdeckt und durchgeführt worden war, arbeitete Bengtson mit einer Typhus-Einheit. Wie viele andere Typhusforscher erkrankte sie auch selbst an Typhus. Während dieser Typhusarbeit fand sie einen wirksamen Impfstoff gegen das durch Zecken übertragene Rocky-Mountain-Fleckfieber.
Von 1935 und 1936 entwickelte sie den Standard für Gasbrand- und Antitoxine.
Ihre Forschungsergebnisse über die Familie „Rickettsiaceae“ erschienen nach ihrer offiziellen Pensionierung in der sechsten Ausgabe des Standardwerkes der Taxonomie von Bakterien: Bergey’s Manual of Systematic Bacteriology.
Sie ging 1946 in den Ruhestand. 1947 wurde sie mit der Typhus-Medal der American Typhus Commission ausgezeichnet.

## Mitgliedschaften
- American Society for Microbiology
- Society for Experimental Biology and Medicine
- Washington Academy of Science
- Sigma Xi
- American Association for the Advancement of Science (Fellow)

## Veröffentlichungen (Auswahl)
- Studies on organisms concerned as causative factors in botulism. Hyg. Lab. Bull. 136, 1924.